# Gustaf Kull
Gustaf Wilhelm Kull, född 26 december 1906 i Lund, död 5 juni 1997, var en svensk målare, grafiker, reklamtecknare, skulptör och teckningslärare. 
Han var son till sjökaptenen Gustaf Hjalmar Kull och Anna Charlotta Jepsson och från 1941 gift med Annmarie Gerefeldt (1912–2010). Kull studerade vid Högre konstindustriella skolan i Stockholm från 1924 och han avlade en teckningslärarexamen 1927. Han fortsatte sina konststudier med skulptur för Michael Powolny vid Kunstgewerbeschule i Wien 1937–1938 samt under studieresor till Tyskland. Han ställde ut separat på Katedralskolan i Lund 1934 och han medverkade i samlingsutställningar med Skånes konstförening ett flertal gånger. Han deltog i konstnärsgruppen Blandningens utställningar på Malmö museum, Ystads konstmuseum och Kristinestads museum. Han var representerad vid affischtecknares förenings utställning på Nationalmuseum och i utställningar med Sveriges allmänna konstförening. Hans konst består av porträtt, figurkompositioner, landskap och tecknade gatumotiv. Som skulptör utförde han porträttbyster och små figurer. Han redigerade och utgav två litografimappar i Rotoserien Lär er teckna 1946 samt några böcker. Kull är representerad med grafik vid Moderna museet  i Stockholm, Lunds universitets konstmuseum och Ystads konstmuseum.
Sin karriär avslutade han med en total uppmätning av Drottningholms slottsteater, vilket resulterade i 28 fantastiska "röntgenteckningar" av det unika scenmaskineriets olika delar, samt uppmätningar av scenrummet på olika nivåer. Detta gjorde han efter sin pensionering. Besatt av teatern som han var tänkte han "träådra" allt trä i teckningarna, vilket som tur var stoppades av hans son, som lät trycka hans bilder och sålde dem över hela världen. Gustaf Kull är begravd på Lidingö kyrkogård.